# Wappen der finnischen Region Pirkanmaa
Wappen der finnischen Region Pirkanmaa

Diese Seite zeigt Wappen der finnischen Städte und Gemeinden der Region von Pirkanmaa.

## Städte und Gemeinden

Pirkanmaa
Akaa
Hämeenkyrö
Ikaalinen
Juupajoki
Kangasala
Kihniö
Lempäälä
Mänttä-Vilppula
Nokia
Orivesi
Parkano
Pirkkala
Punkalaidun
Pälkäne
Ruovesi
Sastamala
Tampere
Urjala
Valkeakoski
Vesilahti
Virrat
Ylöjärvi

## Wappen aufgelöster und alter Gemeinden

Aitolahti
Eräjärvi
Ikaalinen (1961 bis 1971)
Ikaalisten maalaiskunta
Karkku
Kiikka
Kuorevesi
Kuhmalahti
Kuru
Kylmäkoski
Luopioinen
Längelmäki
Mouhijärvi
Mänttä
Pohjaslahti
Pälkäne (1956 bis 2006)
Sahalahti
Suodenniemi
Suoniemi
Sääksmäki
Teisko
Toijala
Tottijärvi
Tyrvää
Vammala
Viiala
Viljakkala
Virrat
'Äetsä

## Wappenbeschreibung
1. ↑  Im goldenen Schild trennt der Eisenhutschnitt das rote Schildhaupt
2. ↑  In Rot und Silber durch Zinnenschnitt gespalten mit einem silbernen Maueranker vorn
3. ↑  In Gold ein silbernes Trinkhorn mit roter und blauer Zier unter dem mit kleinem Spitzenschnitt abgetrennten blauen Schildhaupt, in dem ein sechszackiger goldener Stern ist.
4. ↑  In Gold ein blauer Pfahl mit drei silbernen Paddeln
5. ↑  In Silber eine rote ausgebreitete Tierhaut mit einem goldenen Tannenzweig
6. ↑  In Silber eine rote adlerverzierte Harfe von sieben (2;2;2;1) roten Tränen umgeben.
7. ↑  In Blau zwei goldene schrägrechte an den Unterseiten gezähnte Balken
8. ↑  In Rot ein goldener Wellenpfahl, auf dem eine schwarze Armbrust mit goldenem Pfeil mit schwarzer Spitze zum Schildhaupt zeigend gespannt liegt und zwei goldene Spitzen den Pfahl begleiten
9. ↑  In Rot ein silberner Balken mit drei Tannenzweigen oben und unten einem konkaven Bogen
10. ↑  In Gold ein gesenkter schrägrechter blauer Wellenbalken, auf dem ein schwarzer Zobel mit roter Bewehrung und ausgeschlagener Zunge läuft
11. ↑  Im Silber und Blau durch Wellenschnitt geteilten Wappen wächst ein rotes Pferd
12. ↑  In Blau eine ausgerissene goldene Kiefer mit silberner Rinde begleitet von zwei silbernen siebenstrahligen Sternen vor einem goldenen schmalen Wellenband.
13. ↑  Das in Silber und Rot gevierte Wappen ist mit drei Eisenhüten geteilt.
14. ↑  In Blau eine silberne zwölfblumenblättrige Blüte (Seerose) mit goldenem Butzen und schwarzer Mitte.
15. ↑  In Rot drei silberne Brassen unter einem silbernen Schildhaupt mit einem ruderlosen rotem Boot
16. ↑  In Blau ein goldenes Radkreuz mit zwanzig gemeinen Kreuzen am Außenrand
17. ↑  In Rot ein goldener linsschräger Wellenbalken. Oben ein goldener Hammer und unten ein goldener Merkurstab
18. ↑  In Rot ein silbernes Kleeblattkreuz mit nach innen zeigenden geflammten goldenen Pfeilspitzen bewinkelt
19. ↑  In Rot sind durch einen silbernen Linksbalken eine goldene Fichte und ein goldenes Zahnrad getrennt.
20. ↑  In Silber und Rot gespalten zeigt vorn einen senkrechten roten Schlüssel mit dem Bart, von acht gemeinen Kreuzen am Rand und mittig ein achtstrahliger Durchbruch, nach außen zeigend und hinten ein goldgeschnäbelten weißen Kranich
21. ↑  In Blau drei schrägrechte silberne Wellenfäden mit einer Pfeilspitze parallel über und unter dem Heroldsbild nach rechts zeigend
22. ↑  In Rot eine goldene Deichsel mit einem gemeinen Kreuz in Gold im Winkel
23. ↑  In Rot ein Wellenbalken in Gold mit drei flachgedrückten schwarzen Ringen
24. ↑  In Rot drei silberne Fischerhaken mit Schnur
25. ↑  In Blau ein silberner Wellenpfahl, aus dem sechs goldene Laubblätter ins Blaue hineinragen
26. ↑  In Gold ein blauer Pfahl mit drei silbernen Paddeln
27. ↑  In Blau ein goldenes Radkreuz mit zwanzig gemeinen Kreuzen am Außenrand
28. ↑  In Blau ein goldenes Spinnrad
29. ↑  In Rot eine goldene gekrönte Glocke von je drei pfahlgestellten Kugeln begleitet
30. ↑  In Rot eine gestürzte silberne Spitze mit einer roten Flamme
31. ↑  In Blau eine gestürzte silberne Spitze
32. ↑  In Silber und Rot durch Wellenschnitt geteilt mit einer silbernen Schneeflocke unten
33. ↑  In Blau eine silberne zwölfblumenblättrige Blüte (Seerose) mit goldenem Butzen und schwarzer Mitte
34. ↑  In Rot ein silbernes Mühlrad unter einem silbernen Schildhaupt mit drei blauen Fünfblatt (Fingerkraut)
35. ↑  In Blau zwei goldene niedrige Sparren nebeneinander, über denen ein fußgespitztes Kleeblattkreuz schwebt
36. ↑  In Rot ein aufgerichteter blaugezungter und blaubewehrter silberner Luchs mit schwarzen Haarbüscheln an den Ohren von je vier silbernen Schindeln begleitet
37. ↑  In Blau ein schräger silberner Linksbalken mit je drei Tannenzweigen an Ober- und Unterseite.
38. ↑  In Rot ein silberner Wetterhahn mit einem Stab im Lauf auf einer kurzen silbernen Spitze
39. ↑  In Rot und Silber schräglinks geteilt mit vier Spitzen
40. ↑  In Blau und Silber mit kleinem Spitzenschnitt gespalten und je eine aufgerichtete Harpunenspitze in verwechselten Farben
41. ↑  In Blau zwei silberne Wellenbalken unterhalb; darüber eine goldene Flamme mit drei Züngeln
42. ↑  In Rot ein goldbewehrter silberner Seeadler mit ausgebreiteten Flügeln über sein silbernes Nest im Schildfuß
43. ↑  In Grün ein Taukreuz mit Ankerkreuzenden (Kreuz des Heiligen Antonius)
44. ↑  In Rot ein silberner Schildhauptpfahl von zwei silbernen Speerspitzen begleitet
45. ↑  In Blau ein erhöhter mit Wellenschnitt geteilter Schildfuß, aus dem ein brauner Hund mit roter ausgeschlagener Zunge und rotem Halsband und auch so bewehrt wächst.
46. ↑  Im roten Schild ein aufgerichteter Widder mit blauer Zunge und einer schwarzen Tasche um den Hals. Ein goldenes Beil ziert die Tasche.
47. ↑  In Blau ein gestürzter goldener Sparren mit einer silbernen Brücke am Schildhaupt, deren Unterseite zwei Bögen hat.
48. ↑  In Silber eine gestürzte rote Spitze im Dornenschnitt
49. ↑  In Gold ein silbernes Horn mit roter und blauer Zier und silberner Tragekette schräg rechts gelegt mit der offenen Seite. Im unteren Eck ein alchimistisches Symbol in Rot für Kupfer
50. ↑  In Blau drei schrägrechte silberne Wellenfäden mit einer Pfeilspitze parallel über und unter dem Heroldsbild nach rechts zeigend
51. ↑  In Blau ein goldener Prägestempel, begleitet von zwei ebensolchen Kleeblättern

 Åland |
 Kainuu |
 Kanta-Häme |
 Kymenlaakso |
 Lappland |
 Mittelfinnland |
 Mittelösterbotten |
 Nordkarelien |
 Nordösterbotten |
 Nordsavo |
 Österbotten |
 Päijät-Häme |
 Pirkanmaa |
 Satakunta |
 Südkarelien |
 Südösterbotten |
 Südsavo |
 Uusimaa |
 Varsinais-Suomi